# Tomcar
Tomcar Ltd (ивр. תומקאר) — израильская компания, основанная в 1990 году. Располагается на заводе в кибуце Гиват-Хашлоша, между Кфар-Сабой и Петах-Тиквой. Выпускает транспортные средства класса багги.

## История
Разработка багги ведётся с начала 1990-х годов инженером Йорамом Зархи вместе с Гили Коэном, Ури Эшколем.

## Модельный ряд
- TomCar TM
- TomCar TM-2
- TomCar TM-3
- TomCar TM-4
- TomCar TM-5

Основным покупателем продукции является израильская армия.

## Рынки
- Израиль
- Канада
- Испания
- США